# Víctor Suárez
Víctor Valdemar Suárez Díaz (16 de noviembre de 1971, Santiago, República Dominicana) es un exdiputado ante el Congreso Nacional de la República Dominicana por la provincia de Santiago de los Caballeros, jefe de gabinete de la procuraduría general de la República Dominicana, exmiembro del Comité Político del Partido de la Liberación Dominicana, fundador del movimiento político Opción Verdadera (OV).
Actualmente es el embajador extraordinario y plenipotenciario ante la Santa Sede en la Ciudad Estado del Vaticano.

## Biografía
Nació el 16 de noviembre del 1971 en la provincia de Santiago, egresado de la Facultad de Derecho de la Universidad Tecnológica de Santiago y ha participado en estudios y eventos nacionales e internacionales. Máster en relaciones internacionales con doble titulación en FUNGLODE y la Universidad Ortega y Gasset de Madrid, España. 

## Extracurriculares
En el marco de actividades extra curriculares, el diputado Suárez se ha vinculado activamente en gestión y dirección de organizaciones culturales, juveniles, sociales, comunitarias y profesionales.
Como diputado fue presidente de la comisión permanente de asuntos penitenciarios, relaciones exteriores y cooperación internacional y grupo de amistad parlamentario por la acción global, fue miembro de las comisiones permanentes de Justicia, ministerio público, en la reforma constitucional del 2010 fue presidente de la comisión de reforma al poder judicial. .